# Стрибки у воду на літніх Олімпійських іграх 1980
Змагання зі стрибків у воду на літніх Олімпійських іграх 1980 у Москві тривали з 20 до 28 липня в Басейні спорткомплексу Олімпійський. Розіграно 4 комплекти нагород (по 2 серед чоловіків і жінок). Змагалися 67 стрибунів і стрибунок у воду з 21-єї країни.

## Медальний залік
Дисципліни названо згідно з позначеннями Міжнародного олімпійського комітету, але в офіційному звіті їх наведено, відповідно, як "стрибки у воду з трампліна" і "стрибки у воду з вишки".

### Чоловіки
| Дисципліна    | Золото                  | Срібло                  | Бронза                  |
| ------------- | ----------------------- | ----------------------- | ----------------------- |
| Трамплін, 3 м | Олександр Портнов (URS) | Карлос Хірон (MEX)      | Джорджо Каньйотто (ITA) |
| Вишка, 10 м   | Фальк Гоффманн (GDR)    | Володимир Алейник (URS) | Давід Амбарцумян (URS)  |

### Жінки
| Дисципліна    | Золото               | Срібло                | Бронза              |
| ------------- | -------------------- | --------------------- | ------------------- |
| Трамплін, 3 м | Ірина Калініна (URS) | Мартіна Пребер (GDR)  | Карін Ґутке (GDR)   |
| Вишка, 10 м   | Мартіна Яшке (GDR)   | Сірвард Емірзян (URS) | Ліана Цотадзе (URS) |

## Таблиця медалей
| Місце              | Країна             | Золото | Срібло | Бронза | Загалом |
| ------------------ | ------------------ | ------ | ------ | ------ | ------- |
| 1                  | СРСР (URS)         | 2      | 2      | 2      | 6       |
| 2                  | НДР (GDR)          | 2      | 1      | 1      | 4       |
| 3                  | Мексика (MEX)      | 0      | 1      | 0      | 1       |
| 4                  | Італія (ITA)       | 0      | 0      | 1      | 1       |
| Загалом (4 збірні) | Загалом (4 збірні) | 4      | 4      | 4      | 12      |

## Країни-учасниці
Список країн, чиї спортсмени взяли участь в Іграх. У дужках - кількість учасників від кожної країни.
- Австралія  (4)
- Австрія  (2)
- Бразилія  (1)
- Болгарія  (2)
- Куба  (2)
- Чехословаччина  (2)
- Данія  (1)
- Домініканська Республіка  (2)
- НДР  (9)
- Франція  (1)
- Велика Британія  (6)
- Угорщина  (2)
- Італія  (1)
- Кувейт  (1)
- Мексика  (6)
- Польща  (2)
- Румунія  (3)
- СРСР  (12)
- Іспанія  (3)
- Швеція  (2)
- Зімбабве  (3)